# Tectaria hymenodes
Tectaria hymenodes är en ormbunkeart som först beskrevs av Georg Heinrich Mettenius och Oskar Kuhn, och fick sitt nu gällande namn av John William Moore. Tectaria hymenodes ingår i släktet Tectaria och familjen Tectariaceae. Inga underarter finns listade.